# نوک‌شلاقی غربی
نوک‌شلاقی غربی (نام علمی: Psophodes nigrogularis) نام یک گونه از سرده نوک‌شلاقی‌ها است.